# Беніхофар
Беніхофар (ісп. Benijófar) — муніципалітет в Іспанії, у складі автономної спільноти Валенсія, у провінції Аліканте. Населення — 4004 особи (2010).

## Географія
Муніципалітет розташований на відстані близько 360 км на південний схід від Мадрида, 37 км на південний захід від Аліканте.

## Демографія
Динаміка населення (INE ):

## Галерея зображень

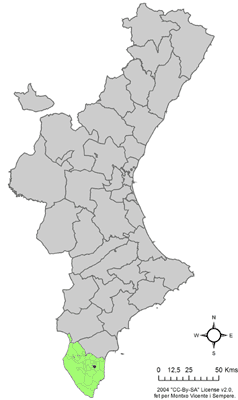
Розташування муніципалітету Беніхофар у автономній спільноті Валенсія
Розташування муніципалітету Беніхофар у комарці Вега-Баха-дель-Сегура